# ابوالقاسم حالت
ابوالقاسم عبداللّه فرد (۱۲۹۳ – ۳ آبان ۱۳۷۲) متخلص به حالت، شاعر، مترجم و طنزپرداز ایرانی بود. وی، شاعر سرود «پاینده بادا ایران»، اوّلین سرود ملّی ایران بعد از انقلاب ۱۳۵۷ (با آهنگ محمد بیگلری‌پور) است.

## زندگی
ابوالقاسم حالت در سال ۱۲۹۲ در تهران متولد شد. وی پس از تحصیلات مقدماتی و متوسطه به استخدام شرکت ملی نفت ایران درآمد و تا زمان بازنشستگی در خدمت این سازمان بود.
حالت در جوانی به فراگیری زبان عربی پرداخت و از سال ۱۳۱۴ هجری شمسی به شعر و شاعری روی آورد و به سرایش شعر در قالب کهن و تذکره‌نویسی پرداخت. دیوان حالت مشتمل بر قطعات ادبی، مثنوی‌ها، قصاید، غزلیات و رباعیات است.
وی از سال ۱۳۱۷ همکاری خود را با مجلّهٔ معروف فکاهی توفیق آغاز کرد و بحر طویل‌های خود را با امضای هدهد میرزا و اشعارش را با اسامی مستعار گاو ، شوخ، فاضل مآب و ابوالعینک به چاپ می‌رساند. علاقه به مسائل دینی سبب شد که از سال ۱۳۲۳ هر هفته چند رباعی جدی که ترجمه‌ای از کلمات قصار علی بن ابی‌طالب بود، در مجلّهٔ «آئین اسلام» چاپ کند. حالت در ترانه‌سرایی نیز توانا بود و ترانه‌های وی که مضامین فکاهی و انتقادی داشتند، عموماً در انتقاد از وضعیت سیاسی و اجتماعی آن زمان سروده شده بودند. حالت در آن سال‌ها با نشریات امید، تهران مصور و پیام ایرانی نیز همکاری داشت و ملک‌الشعرای بهار او را به کنگره نویسندگان سرزمین ایران دعوت کرد.
پس از انقلاب ۱۳۵۷، ابوالقاسم حالت از طرف انجمن ادبی ایران، نخستین شعر سرود ملّی بعد از انقلاب را تدوین کرد.

## درگذشت
حالت در زمینهٔ موسیقی اصیل ایرانی نیز فعالیت داشت و سراینده نخستین سرود جمهوری اسلامی بود. وی پس از انقلاب ۵۷ نیز علی‌رغم کهولت سن مدّت زمانی نسبتاً طولانی با مجله گل آقا همکاری کرد. از ابوالقاسم حالت آثار ادبی و فرهنگی فراوانی در زمینه‌های طنز، شعر، ادبیات و ترجمه باقی مانده است. وی در سوم آبان سال ۱۳۷۲ بر اثر سکته قلبی درگذشت.

## نمونه شعر و طنز

### شعر
| آه آه از دل من                        |  | که ازو نیست به جز خون جگر حاصل من     |
| زانکه هر دم فکند جان مرا در تشویش     |  | چه کنم با دل خویش؟                    |
| چه دل مسکینی؟                         |  | که غمین می‌شود اندر غم هر غمگینی       |
| هم غم گرگ دهد رنجش و هم غصهٔ میش       |  | چه کنم با دل خویش؟                    |
| در دلم هست هوس                        |  | که رسد در همه احوال به درد همه کس     |
| چه امیری متمول چه فقیری درویش         |  | چه کنم با دل خویش؟                    |
| طفل عریانی دید                        |  | چشم گریانی و احوال پریشانی دید        |
| شد چنان سخت پریشان که مرا ساخت پریش   |  | چه کنم با دل خویش؟                    |
| دیده گردید فقیر                       |  | بهر نان گرسنه آنگونه که از جان شد سیر |
| چه کنم؟ دل نگذارد که برم حمله بدو     |  | زارم از دست عدو                       |
| بس که محتاط به بار آمده و دوراندیش    |  | چه کنم با دل خویش؟                    |
| گر درافتم با مار                      |  | نیست راضی دل من تا کشد از مار دمار    |
| لیک راضی است که از او بخورم صدها نیش  |  | چه کنم با دل خویش؟                    |
| دارد این دل اصرار                     |  | که من امروز شوم بهر جهانی غمخوار      |
| همه جا در همه وقت و همه را در همه کیش |  | چه کنم با دل خویش؟                    |
| از برای همه کس                        |  | دل بی رحم در این دوره به کار آید و بس |
| نرود با دل پر عاطفه کاری از پیش       |  | چه کنم با دل خویش؟                    |

### طنز
موقعی که سوار اتوبوس شدم و می‌خواستم از اصفهان به تهران مراجعت کنم، زن جوان و خوشگلی با چادرنماز بته‌آبی، دوان‌دوان جلوی ماشین آمد و پرسید: «آقا ممکن است یک نفر را هم پهلوی دستتان بنشانید؟!» من به تصور اینکه خانم خودشان می‌خواهند بغل دست بنده بنشینند، با اینکه خودم از تنگی جا در مضیقه بودم، معذلک در مقابل وجاهت او زبانم بند آمد و یک حس مرموزی وادارم کرد که بلااراده بگویم: «بله، بفرمایید!»
امّا برخلاف انتظار، دیدم خانم رفت و دست یک پیرزن هفتادساله را گرفت و بالای ماشین کرد و با همان لهجهٔ نمکین که این مرتبه از صدای الاغ برایم گوشخراش‌تر بود، گفت: «آقا قربانت برم! این خانم به جای مادر شما هستند؛ خواهش می‌کنم ازش غافل نشین!»
من که از تنگی جا در فشار بودم و گمان می‌کردم عن‌قریب یک جنس لطیف این فشار را زیادتر می‌کند، از دیدن یک پیرزن که حقاً در آن موقع برای من حکم جنس کثیف! را داشت، راستی نزدیک بود دق کنم و بیم آن می‌رفت که تا تهران خودم هم از غصه پیر شوم و لیاقت شوهری او را پیدا کنم! بدتر از همه پیرزن به‌قدری پُرحرف بود که دقیقه‌ای مرا به حال خود نمی‌گذاشت و تا می‌خواستم لذّت یک بیت شعرهای حافظ بغلی را بفهمم، در میان راز و نیاز من و حافظ می‌دوید و رشتهٔ صحبت را قطع می‌کرد.
چند فرسخی که از اصفهان دور شدیم، پیرزن چشمش به سنگ‌های کیلومترشماری که عمودی در کنار جاده نصب شده بود، افتاد و پرسید: «این‌ها سنگ قبر کیست؟!» من هم که به قول بعضی رفقا شوخی جزء خصائل ذاتی‌ام شده، گفتم: «این‌ها امامزاده راه هستند!» گفت: «امامزاده راه یعنی چه؟» گفتم: «یعنی امامزاده‌هایی که کنار جاده، مرحوم و در همان‌جا مدفون گشته‌اند!»
پیرزن به شنیدن این حرف «یک بمیرم الهی» گفت و با چشم اشک‌آلود آهسته‌آهسته مشغول خواندن فاتحه شد! هنوز برای یکی از این امامزاده‌های موهوم سرگرم فاتحه خواندن بود که ماشین به سنگ دیگری می‌رسید و پیرزن را مجبور می‌کرد که «حمد و قل هو اللّه» را از سر بگیرد و حق امامزاده ثانوی را ادا کند.
در عین حال که به سادگی و حماقت او تأسف می‌خوردم، از اینکه با یک دروغ شاخدار از شر پُرحرفی او خلاص شده بودم، خوشحال بودم و تا «دلیجان» که برای صرف ناهار از ماشین پیاده شدیم، گوشم از دست زبان او راحت بود.
وقتی که به «دلیجان» رسیدیم، پیرزن به طرف یکی از سنگ‌های کیلومترشمار که در نزدیکی قهوه‌خانه قرار داشت، رفت و پس از اینکه سنگ پُر از خاک را با بوسه‌های آبدار خود پاک کرد، سلامی به عنوان خداحافظی داد و به حال تعظیم خود را عقب کشید و نشست و مقداری سنگ را مثل یک دایرهٔ غیرمنتظم! دور هم چید.
پرسیدم: «این چیست؟» گفت: «این خانهٔ آخرت است!» گفتم: «مگر خانهٔ آخرت را در دنیا باید ساخت؟» گفت: «بله، هر کسی در این دنیا باید فکر اون دنیایش باشد.» گفتم: «خانهٔ آخرت را با این سنگ‌ها می‌سازند؟» گفت: «بله!»
پیش خودم گفتم: «بیچارهٔ بدبخت! این سنگ‌ها به درد خانهٔ آخرت نمی‌خورد. این سنگ‌ها را باید به فرق ملّانماهایی کوبید که قرن‌هاست یک ملّت پانزده میلیونی را مثل تو در جهالت و نادانی باقی گذاشته‌اند و هنوز هم برای اینکه دکانشان تخته نشود، نمی‌خواهند از خرشان پایین بیایند.»

## آثار

### مجموعه اشعار
- فکاهیات حالت
- دیوان ابوالعینک
- دیوان خروس لاری
- بچه‌ها برق آمده
- داستان‌های هدهد میرزا
- دیوان شوخ
- گلزار خنده
- دیوان اشعار (اشعار، رباعیات)
- پروانه و شبنم
- سندبادنامه
- هپل هپوخان

### تألیف
- زن‌داری و گرفتاری
- پابوسی و چاپلوسی (مجموعه مقالات طنز)

### ترجمه‌ها
- فرعون (الویز جارویس مک گرو)
- مینوتوس مشاور نرون (میکا والتاری)
- تاریخ فتوحات مغول (جی.جی. ساندرز)
- تاریخ تجارت (اریک ن. سیمونز)
- ناپلئون در تبعید (خاطرات ژنرال برتران)
- زندگی من (مارک توین)
- زندگی بر روی می‌سی سی پی (مارک توین)
- پیشروان موشک‌سازی (بریل ویلیامز / ساموئل اشتاین)
- بهار زندگی (کلارمیس هاستی کارول)
- جادوگر شهر زمرد (فرانک باوم)
- بازگشت به شهر زمرد (فرانک باوم)
- پسر ایرانی، (ماری رنولت)
- شبح در کوچه میکل‌آنژ
- فروغ بینش
- شکوفه‌های خرد
- راه رستگاری
- کلمات قصار علی بن ابی‌طالب
- مجموعه تاریخ کامل ابن اثیر (۲۳ جلد)